# Ben Falcone
Benjamin Scott Falcone (Carbondaleben, Illinois, 1973. augusztus 25. –) amerikai színész, komikus és filmkészítő. Olyan filmekben töltött be társ-szerepet, mint a Várandósok – Az a bizonyos kilenc hónap és az Exek és szeretők. Kisebb szerepekben felbukkant a Koszorúslányok, Személyiségtolvaj, Női szervek, Tammy, A kém, A partiállat és a Megbocsátasz valaha? (mindegyikben feleségével szerepelt).

## Magánélete
Falcone Carbondaleben (Illinois) született, Peg és Steve Falcone fiaként.
Falcone 2005. október 8-án feleségül vette régi barátnőjét, Melissa McCarthy színésznőt, akivel két közös lánya van.

## Filmográfia

### Filmek
- Tucatjával olcsóbb 2. (2005) – Színházi védnök
- Garfield 2. (2006) – Turista a kastélyban
- Smiley Face (2007) – Ügynök
- 9 – A szám hatalma (2007) – Önmaga
- Koszorúslányok (2011) – Jon légi-marsall
- Várandósok – Az a bizonyos kilenc hónap (2012) – Gary Cooper
- Személyiségtolvaj (2013) – Tony
- Női szervek (2013) – Kékgalléros férfi
- Exek és szeretők (2013) – Will
- Szaftos szavak (2013) – Pete Fowler
- Tammy (2014) – Keith Morgan. Rendező és forgatókönyvíró is.
- A kém (2015) – Amerikai turista
- A főnök (2016) – Marty. Rendező, producer és forgatókönyvíró is.
- Hivatali karácsony (2016) – Doktor
- Cook Off! (2017) – Cameron Strang
- Bukós szakasz (2017) – Biciklis rendőr
- A partiállat (2018) – Dale, az übersofőr. Rendező, producer és forgatókönyvíró is.
- Scooby-Doo! and the Gourmet Ghost (2018) – Evan (hangja)
- Haláli bábjáték (2018) – Donny. Producer is.
- Megbocsátasz valaha? (2019) – Alan Schmidt
- Superintelligence (2020) – Rendező és producer[4]
- Thunder Force (TBA) – Rendező, producer és forgatókönyvíró[5]
- Margie Claus (TBA) – Rendező, producer és forgatókönyvíró[6]

### Televíziós sorozatok
- 2002: Igen, drágám! (1 epizód) Stalker, 3 évad, 9 epizód
- 2003: Szívek szállodája (1 epizód) Fran ügyvédje, 3 évad, 20 epizód
- 2004–2006: Joey (17 epizód)
- 2010: Dr. Csont (1 epizód)
- 2011–2012: Újabb bolondos dallamok (forgatókönyvíró, 14 epizód, Henery Héja hangja, 2 epizód)
- 2012: Ne bízz a 23-asban lakó p-ában!
- 2012: Up All Night (1 epizód)
- 2012: Happy Endings – Fuss el véle!  (1 epizód)
- 2013: Go On (1 epizód)
- 2014 és 2015: New Girl – Mike
- 2014: A to Z (6 epizód)
- 2017–2018: Nobodies (12 epizód), rendező is